# Nậm Khắt
Nậm Khắt là một xã thuộc huyện Mù Cang Chải, tỉnh Yên Bái, Việt Nam.
Xã Nậm Khắt có diện tích 118,76 km², dân số năm 2019 là 5.436 người, mật độ dân số đạt 46 người/km².